# Marcus Fannius
Marcus Fannius war ein in der ersten Hälfte des 1. Jahrhunderts v. Chr. lebender Angehöriger des römischen plebejischen Geschlechts der Fannier.
Vom cursus honorum des Marcus Fannius ist bekannt, dass er 86 v. Chr. als plebejischer Ädil amtierte und auch Münzmeister war. Später übte er das Amt eines Richters aus. 80 v. Chr. bekleidete er die Prätur und stand einem Gerichtshof vor, der für die Durchführung von Mordprozessen zuständig war.